# اللنسيات (عفيف)
اللنسيات، هي قرية من فئة (ب) تقع في محافظة عفيف، والتابعة لمنطقة الرياض في السعودية. وتبعد اللنسيات عن محافظة عفيف بمسافة تقارب (60) كم . ويسكنها المراشدة من الروقة من قبيلة عتيبة